# Boneco Rebelde
Personagem de Banda Desenhada criada pelo jovem Sérgio Luiz (1921-1943). As aventuras do Boneco Rebelde foram publicadas entre 1939 e 1943 na revista portuguesa O Papagaio, tendo usufruído de um enorme sucesso na época e sendo mesmo considerado um dos precursores da banda desenhada portuguesa.
Em 1941, a personagem foi feito um filme de animação  produzido artesanalmente pelo próprio Sérgio Luiz, no que foi uma iniciativa pioneira no desenho animado em Portugal.
As histórias do Boneco Rebelde caracterizavam-se por uma abordagem de vanguarda à banda desenhada. Em uma delas, o Boneco se rebelava contra o próprio autor e começava a desenhar uma réplica de si mesmo. O Boneco contracenou também com o célebre Tintim de Hergé, no qual Sérgio buscou inspiração para a personagem. Nas histórias do Boneco Rebelde, Sérgio colaborava estreitamente com seu irmão, Güy Manuel, que desenhava as personagens femininas.
Em 1999, a Bedeteca publicou o livro "Aventuras do Boneco Rebelde", com organização e texto introdutório de Carlos Bandeiras Pinheiro e João Paulo Paiva Boléo.
A importância do Boneco Rebelde na história da banda desenhada de Portugal é tal que um dos desenhos da personagem é capa de uma das edições da obra "Os Comics em Portugal – uma História da Banda Desenhada".
Um outro indicador da importância é o facto de que, na décima-quinta edição do Festival Internacional de Banda Desenhada da Amadora (2004), ter sido outorgado o "Trofeu Boneco Rebelde" à pessoa ou instituição que mais se destacasse na dignificação do desenho animado português.
Em 2018 fui anunciada a reedição das aventuras individualizadas em quatro volumes: "Aventuras do Boneco Rebelde", "O livro mágico", "O Boneco torna a sair do frasco" e "A ilha misteriosa" onde se procurou recuperar o traço mais próximo do autor. À coleção junta-se também o catálogo da exposição "ReBelDes: Sérgio Luiz e Guy Manuel".
Aventuras
- Aventuras do Boneco Rebelde: De "O Papagaio" nº 224 (27/07/1939) ao nº 250 (25/01/1940), com anúncios nos nºs 222 e 223
- O livro mágico: De "O Papagaio" nº 317 (08/05/1941) ao nº 347 (04/12/1941), excepto nos nºs 318, 337 e 343
- O Boneco torna a sair do frasco: De "O Papagaio" nº 358 (19/02/1942) ao nº 374 (11/06/1942)
- A ilha misteriosa: De "O Papagaio" nº 394 (29/10/1942) ao nº 423 (20/05/1943), excepto nos nºs 402, 406, 415 e 416.